# ElectroJova - Buon sangue dopato
ElectroJova - Buon Sangue Dopato è un album di remix del cantautore italiano Jovanotti, pubblicato nel 2006 dalla Universal Music Group.

## Il disco
Composto da 12 brani, contiene i remix effettuati da disc jockey italiani delle canzoni inserite nell'album Buon sangue.

## Tracce
1. Falla girare (Planet Funk mix)
2. C.O.C.C.O.RAGGIO (TitaniumCoccoMix)
3. Penelope (by DJ Ralf)
4. Falla girare Afro 2086 (by Gino Latino e Kaneepa)
5. Mumbojumbo (by Stylophonic)
6. Mani in alto (by Casino Royale)
7. Una storia d'amore (by Motel Connection/Marco Bertoni)
8. Questo è un mondo selvaggio (by Crookers)
9. Tanto (by Alex Neri & Stefano Fontana)
10. Fallatantovirtualdelirium (by Alex Mash Up)
11. Electric Massages (by Zeitgeist)
12. Mani in alto (by Workbench)